# Шинэ-Барга-Цзоци
Шинэ-Барга-Цзоци (кит. упр. 新巴尔虎左旗, пиньинь Xīnbā'ěrhǔ zuǒ qí, палл. Синьбаэрху-Цзоци; монг.: ᠰᠢᠨ᠎ᠡ ᠪᠠᠷᠭᠤ ᠵᠡᠭᠦᠨ ᠬᠣᠰᠢᠭᠤ Sin-e Barɣu Jegün qosiɣu, монг.кир.: Шинэ Барга Зүүн хошуу) — хошун городского округа Хулун-Буир, который находится на северо-востоке автономного района Внутренняя Монголия (КНР). Название хошуна в переводе означает «Левое знамя новых баргутов».

## История
В XVIII веке баргуты начали переселяться на земли, подвластные Цинской империи. Так как они переселялись не одновременно, то тех, что пришли раньше, стали называть «старыми баргутами», а тех, что позже — «новыми баргутами». Цинские власти ввели среди баргутов «знамённую систему». Земли «новых баргутов» были разделены по реке Орчун-Гол на левое и правое «крылья».
В 1932 году на этих землях был образован хошун Шинэ-Барга-Цзоици (新巴尔虎左翼旗, «Знамя новых баргутов левого крыла»). В 1959 году он был переименован в Шинэ-Барга-Цзоци.

## Административное деление
Хошун делится на 2 посёлка и 5 сомонов.
| № | Название     | Название (кит.)    | Статус  | Население чел. (2010) | На карте                         |
| - | ------------ | ------------------ | ------- | --------------------- | -------------------------------- |
| 1 | Амугулан     | 阿木古郎镇         | посёлок | 18 247                | 48°12′59″ с. ш. 118°15′41″ в. д. |
| 2 | Убуэрбаолигэ | 乌布尔宝力格苏木乡 | сомон   | 6 590                 | 47°50′17″ с. ш. 119°28′17″ в. д. |
| 3 | Цуоган       | 嵯岗镇             | посёлок | 4 655                 | 49°15′43″ с. ш. 118°05′41″ в. д. |
| 4 | Синьбаолигэ  | 新宝力格苏木乡     | сомон   | 4 608                 | 48°48′44″ с. ш. 118°23′43″ в. д. |
| 5 | Цзибухуланту | 吉布胡郎图苏木     | сомон   | 3 594                 | 48°57′57″ с. ш. 117°45′30″ в. д. |
| 6 | Ханьдагай    | 罕达盖木           | сомон   | н/д                   | 47°50′41″ с. ш. 118°48′22″ в. д. |
| 7 | Ганджуэр     | 甘珠尔苏木         | сомон   | н/д                   | 48°22′32″ с. ш. 118°08′23″ в. д. |